# Alur, Belur
Alur là một làng thuộc tehsil Belur, huyện Hassan, bang Karnataka, Ấn Độ.